# مارينو ماريتش
مارينو ماريتش (بالكرواتية: Marino Marić) مواليد 1 يونيو 1990 في موستار، البوسنة والهرسك، هو لاعب كرة يد كرواتي يلعب كمحور. يلعب حاليا مع نادي ملزونغن لكرة اليد ويحمل الرقم 3. مثل منتخب كرواتيا لكرة اليد.

## سجل المنافسة
شارك في البطولات التالية:
- بطولة أوروبا لكرة اليد للرجال 2016

## الإنجازات
- الدوري الكرواتي لكرة اليد (5): 2009-10، 2010-11، 2011-12، 2012-13، 2013-14
- دوري الجنوب الشرقي لكرة اليد (1): 2012-13

## روابط خارجية
- مارينو ماريتش على موقع الاتحاد الأوروبي لكرة اليد (الإنجليزية)